# Choi Mu-bae
Choi Mu-bae (ur. 27 czerwca 1970) – południowokoreański zapaśnik walczący w stylu klasycznym. Dwukrotny uczestnik mistrzostw świata, dziesiąty w 1994. Czwarty na igrzyskach azjatyckich w 1990. Brązowy medalista mistrzostw Azji w 1991. Czwarty w Pucharze Świata w 1996 roku.
W latach 2004–2013 startował w mieszanych sztukach walki (MMA), gdzie toczył pojedynki m.in. dla PRIDE FC, Hero’s, Pancrase oraz World Victory Road. Jego zawodowy bilans walk wyniósł 10 zwycięstw i 4 porażki.